# Snookerweltmeisterschaft 2019
Die Betfred Snookerweltmeisterschaft 2019 wurde vom 20. April bis zum 6. Mai 2019 im Crucible Theatre in Sheffield ausgetragen. Das Turnier war der abschließende Höhepunkt der Saison 2018/19 der Snooker Main Tour.
Nachdem in den ersten Runden mehrere favorisierte Spieler, wie Ronnie O’Sullivan oder Titelverteidiger Mark Williams, ausgeschieden waren, erreichten John Higgins zum dritten Mal in Folge und Judd Trump zum zweiten Mal nach 2011, als Higgins ihn mit 18:15 besiegt hatte, das Finale. Mit 18:9 gewann Trump seinen ersten WM-Titel und wurde zugleich das elfte Mitglied des Triple Crown Clubs.

## Preisgeld
Das insgesamt auszuschüttende Preisgeld war zum ersten Mal auf über 2 Mio. Pfund angestiegen. Noch einmal knapp eine Viertelmillion Pfund gab es mehr als im Vorjahr. Genau eine halbe Million bekam der Sieger nach 425.000 Pfund im Vorjahr.
|                                           | Preisgeld        |
| ----------------------------------------- | ---------------- |
| Sieger                                    | 500.000 £        |
| Finalist                                  | 200.000 £        |
| Halbfinalist                              | 100.000 £        |
| Viertelfinalist                           | 50.000 £         |
| Achtelfinalist                            | 30.000 £         |
| Letzte 32                                 | 20.000 £         |
| Letzte 48                                 | 15.000 £         |
| Letzte 80                                 | 10.000 £         |
| Höchstes Break (Hauptrunde/Qualifikation) | 10.000 £ 1.000 £ |
| Insgesamt                                 | 2.231.000 £      |

Für ein Maximum Break in der Hauptrunde hatte World Snooker die Prämie auf 50.000 £ aufgestockt.

## Hauptrunde
Die 16 führenden Spieler der Weltrangliste waren gesetzt. Ihre 16 Erstrundengegner hatten sich zuvor in der Qualifikation durchgesetzt.

### Turnierverlauf

#### Runde 1
Für die größte Überraschung in der ersten Runde sorgte James Cahill. Als erster Amateur, der die WM-Endrunde im Crucible Theatre erreicht hatte, traf er auf den Turnierfavoriten Ronnie O’Sullivan. Der 43-Jährige war mit fünf Turniersiegen der erfolgreichste Spieler der Saison gewesen und hatte kurz zuvor Platz 1 in der Weltrangliste übernommen. Er machte jedoch viele Fehler und ermöglichte dem 20 Jahre jüngeren Cahill mitzuhalten und die erste Session mit 5:4 zu gewinnen. Er konnte in der zweiten Session sogar auf 8:5 davonziehen und zeigte sich unbeeindruckt, als O’Sullivan zum 8:8 ausglich. Die nächsten beiden umkämpften Frames gingen wieder an ihn und mit 10:8 zog der ehemalige und zukünftige Profi ins Achtelfinale ein. Für O’Sullivan war es die erste WM-Erstrundenniederlage seit 2003.
Ein weiterer Favorit aufgrund der Vorleistungen war Judd Trump, gegen den schnellsten Spieler auf der Tour Thepchaiya Un-Nooh tat er sich aber sehr schwer. 6:3 und 7:4 führte der Thailänder, bevor sich Trump vier Frames in Folge sichern konnte und 8:7 in Führung ging. Thepchaiya hielt dagegen und rettete sich in den umkämpften Decider, den er nach einem entscheidenden Fehler aber verlor. Der dritte große Favorit war Neil Robertson, der die vorangegangenen China Open überzeugend gewonnen hatte. Gegen Crucible-Debütant Michael Georgiou gewann er ebenso überzeugend nach einer 9:0-Session mit 10:1. Besser machte es nur Shaun Murphy, der nach einer 9:0-Führung gegen Luo Honghao auch den 10. Frame gewann und damit erst den zweiten „Whitewash“ in der Hauptrunde im Crucible Theatre schaffte. (1992 gewann John Parrott ebenfalls mit 10:0 gegen Eddie Charlton.) Der 19-jährige Luo erzielte in den zehn Frames des Spiels zusammen nur 89 Punkte und stellte damit einen Minusrekord auf. Sein neun Jahre älterer Landsmann Li Hang war beim 1:10 gegen Barry Hawkins ebenfalls chancenlos.
Spektakulär war dagegen das 10:9 von Stuart Bingham gegen Graeme Dott. Mit 8:1 führte Bingham nach Session 1 und nach dem 9:4 fehlte ihn nur noch ein Frame. Als ihm der 15. Frame aberkannt wurde, weil er dreimal eine direkt anspielbare Kugel verfehlt hatte („three-miss rule“), lagen die Nerven blank. Dott gelang tatsächlich noch der Ausgleich, zeigte aber im Entscheidungsframe selbst Nerven und konnte die Aufholjagd nicht krönen.
Keine Blöße gab sich Titelverteidiger Mark Williams, der gegen Martin Gould in Session 1 mit 6:3 in Führung ging und den Vorsprung bis zum 10:7 verteidigte. Mit demselben Ergebnis schlug die vormalige Nummer 1 Mark Selby nach 1:5-Rückstand den am niedrigsten platzierten Profi Zhao Xintong. Kyren Wilson, John Higgins, Stephen Maguire und Ding Junhui schafften ebenfalls unspektakuläre Favoritensiege. Neben Ding kam nur ein Chinese in Runde 2: Zhou Yuelong gelang die zweite Überraschung der Auftaktrunde mit einem 10:7-Sieg gegen den Weltranglisten-6. Mark Allen nach einer 7:2-Führung nach der ersten Session. Jack Lisowski konnte seinen Finaleinzug bei den China Open zwei Wochen zuvor und seine bisher beste Saison nicht bestätigen, er verlor gegen Ali Carter ebenfalls mit 7:10. Auch Luca Brecel konnte eine gute Saison nicht krönen. Zwar führte er gegen Gary Wilson mit 5:3 und 7:5, der Engländer konnte aber immer wieder ausgleichen und nach vier Framegewinnen in Folge mit 9:7 in Führung gehen. Nach dem 8:9 von Brecel musste die zweite Session aber abgebrochen werden, weil nicht mehr genug Zeit vor dem nächsten angesetzten Match blieb. Als wieder ein Tisch frei war, schaffte der Belgier den Ausgleich und es ging in den Decider. Nachdem sich beide Spieler festgespielt hatten, wurde das Spiel ein zweites Mal aufgesetzt und erneut entstand eine Stellung, in der nicht viel voranging. Nach einem taktischen Kampf, der insgesamt 79 Minuten und 31 Sekunden dauerte, hatte Wilson das Spiel und damit das Match gewonnen. Es war der längste Frame in der Crucible-Geschichte.

#### Achtelfinale
David Gilbert hatte seine erste direkte WM-Qualifikation durch einen Auftaktsieg gegen Joe Perry bestätigt. Die zurückliegende Saison war seine bisher beste gewesen, er hatte zweimal ein Turnierfinale erreicht und seine Partie gegen Mark Williams war die Neuauflage des Endspiels beim World Open am Saisonanfang. Gilbert revanchierte sich für die knappe 9:10-Niederlage und warf den Titelverteidiger mit 13:9 aus dem Turnier. Zwar war Williams in der entscheidenden Session durch gesundheitliche Probleme am Abend zuvor gehandicapt, Gilbert hatte aber zuvor schon das Match dominiert und fast durchgängig in Führung gelegen.
Trotz seines souveränen Auftaktsiegs verlor Barry Hawkins sein Achtelfinalmatch gegen Kyren Wilson mit 11:13. Der Spieler, der in den letzten sechs Jahren einmal das Finale und weitere viermal das Halbfinale erreicht hatte, lag 4:0 und 6:2 in Führung und hatte dabei schon vier Centurys erzielt, in der zweiten Session verkürzte Wilson aber nach 4:8-Rückstand noch auf 7:9. In der dritten Session glich er sofort zum 9:9 aus. Danach teilten sie sich die nächsten 4 Frames, bevor Wilson zwei Centurys zum 13:11-Sieg gelangen. Beide Spieler zusammen erzielten neun Century-Breaks in dem Match, der Crucible-Rekord stand vor diesem Turnier bei zehn.
Neben Hawkins hatten Shaun Murphy und Neil Robertson am deutlichsten in Runde 1 gewonnen und die beiden mussten bereits im Achtelfinale gegeneinander antreten. Der Australier übernahm von Anfang an die Führung, aber Murphy konnte bis zum 6:8 die Begegnung offen halten. Dann vergab er im nächsten Spiel den Frameball, Robertson holte sich doch noch den Frame und erhöhte zum Sessionende weiter auf 10:6. Die letzten drei Frames zum 13:6-Sieg holte er in Session 3 mit Breaks von 120, 88 und 95 Punkten und ließ dem Engländer dabei nur noch einen einzigen Punkt.
Stuart Bingham zeigte sich erholt von der Zitterpartie gegen Dott und hatte bis zum 5:4 leichte Vorteile in seiner Partie gegen John Higgins. Dann bekam der Schotte leichtes Übergewicht, konnte jedoch auch keine große Führung herausspielen. Beim Stand von 11:11 reduzierte sich das Match auf „Best of 3“ und es war Higgins, der sich die nächsten zwei Frames zum 13:11-Sieg sicherte.
In der zweiten Hälfte des Turnierbaums entwickelte sich Gary Wilson zum Überraschungsspieler. Gegen den Weltranglistenzweiten Mark Selby bestimmte er die Partie, ging immer wieder in Führung, auch wenn Selby beharrlich ausglich. Nur ein einziges Mal, beim 6:7, geriet Wilson in Rückstand. Als es 10:10 stand, startete er eine kleine Serie und gewann mit 13:10.
Mit Ali Carter und Zhou Yuelong trafen in einem wechselhaften Match zwei Qualifikanten aufeinander. Der Engländer erwischte einen Fehlstart und lag schon 1:5 zurück, bevor er wieder verkürzen konnte. Beim Stand von 4:6 räumte er im 11. Frame den Tisch leer und wollte schon die Arena verlassen, weil er glaubte, gewonnen zu haben. Er hatte aber lediglich nach Punkten ausgeglichen und musste für die „respotted black“ zurückgehalten werden. Er gewann den Frame doch noch und anschließend ging er 7:6 in Führung, bevor Zhou das Match wieder auf 9:7 drehte. In der letzten Session zeigte sich dann aber die fehlende Erfahrung des 21-jährigen Chinesen, Carter gewann Frame um Frame und setzte sich nach sechs gewonnenen Spielen in Folge mit 13:9 durch.
Den Vormarsch des einzigen Amateurs hatte zuvor schon Stephen Maguire beendet. James Cahill hatte sich heftig gewehrt und dem Schotten alles abverlangt. Zum zweiten Mal musste Maguire in den Decider und zum zweiten Mal gewann er und kam eine Runde weiter.
In der letzten Achtelfinalpartie setzte sich der favorisierte Judd Trump gegen Ding Junhui durch und nahm damit den letzten der fünf angetretenen Chinesen aus dem Turnier. Die erste Session ging mit 5:3 an den Engländer, Ding drehte die zweite Session in eine 9:7-Führung, konnte dann in der letzten Session aber keinen einzigen Frame mehr gewinnen und Trump siegte 13:9.

#### Viertelfinale
Im Viertelfinale hatte David Gilbert nach seinem Sieg über Mark Williams die Gelegenheit, auch für seine zweite Finalniederlage in dieser Saison, beim German Masters, Revanche zu nehmen. In der ersten Session teilte er sich mit Kyren Wilson noch die acht Frames, die zweite Session gewann er aber 6:2. In Berlin hatte Gilbert am Ende noch vier Frames in Folge und damit das Match verloren, diesmal verteidigte er aber erfolgreich seinen Vorsprung und besiegelte im 21. Frame den 13:8-Sieg. Bei seiner fünften WM-Endrundenteilnahme schaffte er damit erstmals den Halbfinaleinzug.
In der Viertelfinalpartie gegen John Higgins fehlte Turnierfavorit Neil Robertson die bisherige Souveränität und er bekam zunehmend Probleme mit den komplizierten Stellungen. Bis zum 7:5 dominierte er zwar das Match, konnte den Vorsprung aber nie über zwei Frames hinaus ausbauen. Dann nutzte Higgins eine schwächere Phase des Australiers und gewann fünf Frames in Folge. Davon erholte sich Robertson nicht mehr, auch wenn er von 7:10 noch auf 10:11 verkürzte. Die nächsten beiden Frames holte der Schotte und gewann mit 13:10.
Im dritten Match kämpften die zwei verbliebenen Qualifikanten ums Halbfinale. Ali Carter erwischte diesmal einen guten Start und ging 3:0 in Führung, Gary Wilson holte sich danach aber gleich 5 Frames in Folge und damit die erste Session. Diesen Vorsprung verteidigte er dann im zweiten Teil der Partie. In der abschließenden Session gelang es Carter wiederum nicht heranzukommen, stattdessen war es beim Stand von 11:9 Gary Wilson, der davonzog und schließlich mit 13:9 gewann. In der Geschichte der Weltmeisterschaften waren bis dahin nur vier Spieler, die das Halbfinale erreicht hatten, schlechter platziert als der Weltranglisten-32.
Das deutlichste Viertelfinalergebnis mit 13:6 erzielte Judd Trump gegen Stephen Maguire. Nach einer überzeugenden ersten Session führte Trump schon 7:1 und erhöhte sogar noch auf 9:1. Eine schwächere Phase des 29-Jährigen nutzte der Schotte, um das Ergebnis angenehmer zu gestalten. Trotzdem lag Maguire nach Session 2 mit 5:11 zurück und Trump gab danach nur noch einen Frame ab, bevor er die zwei fehlenden Frames für seinen vierten Halbfinaleinzug holte.

#### Halbfinale
Im Halbfinale deutete sich dann eine Sensation an, als mit David Gilbert und Gary Wilson beide Außenseiter den besseren Start erwischten. Gilbert verlor zwar die ersten beiden Frames gegen John Higgins, drehte das Ergebnis zum Sessionende aber auf 5:3. Den Schwung nahm er in die zweite Session mit und zog auf 8:3 davon, bevor Higgins mit einem „steal“ mit der letzten Schwarzen wieder einen Frame gewinnen konnte. Die nächsten vier Frames teilten sich die beiden und damit hatte zur Halbzeit Gilbert einen deutlichen 10:6-Vorsprung. Bis zum 13:9 konnte der Halbfinaldebütant den Vorsprung verteidigen, dann gelang es Higgins, zwei umkämpfte Frames für sich zu entscheiden und zu verkürzen. Die entscheidende Session ging der Schotte offensiv an. Zwar verlor er den ersten Frame nach einem Lochfehler, die nächsten drei Frames entschied er aber für sich und schaffte damit nach dem 3:3 erstmals wieder einen ausgeglichenen Spielstand. Die vorsichtige Anspannung zeigte sich, als Frame 29 zweimal wieder aufgesetzt werden musste, nachdem sich die Kontrahenten festgespielt hatten. Higgins holte sich den Frame und ging erst zum zweiten Mal im Match die Führung. Aber der Engländer ließ ihn nicht davon, er glich aus und nutzte einen misslungenen Lochversuch von Higgins zur 16:15-Führung. Nach einer misslungenen Safety ermöglichte er aber dem Schotten anschließend wieder den Ausgleich mit einem 139er-Break. Damit musste der Decider über den Finaleinzug bestimmen. Gilbert hatte die erste Chance, konnte aber ebenso wenig ein entscheidendes Break aufbauen wie anschließend Higgins. Im folgenden Safety-Duell war dann der Schotte der erfolgreichere und gewann mit 73:32 Punkten.
In der zweiten Partie lieferten sich Gary Wilson und Judd Trump anfangs ein Kopf-an-Kopf-Rennen. Auch hier gewann der Favorit den ersten Frame, aber Wilson glich sofort aus und ging selbst durch ein 140er-Break in Führung, die Trump danach wieder egalisierte. Mehrfach folgte Führung und unmittelbarer Ausgleich. Erst als Trump von 6:6 auf 9:6 erstmals davonziehen konnte, war die Richtung der Partie vorgegeben. Wilson kam nicht mehr wesentlich heran, stattdessen baute Trump den Vorsprung aus. Sein Century zum 12:8 war das 87. im Turnier, womit der bisherige WM-Century-Rekord gebrochen war. Mit 14:10 ging es in die letzte Session und der erste Frame in einem zerfahrenen Spiel ging wieder an den Favoriten. Wilson konnte nur noch einmal verkürzen, dann stellte Trump mit zwei hohen Breaks den 17:11-Endstand her.

### Turnierplan
|  | Runde der letzten 32 Best of 19 Frames Sessions (9/10) 20.–25. April | Runde der letzten 32 Best of 19 Frames Sessions (9/10) 20.–25. April | Runde der letzten 32 Best of 19 Frames Sessions (9/10) 20.–25. April |                 |    | Achtelfinale Best of 25 Frames Sessions (8/8/9) 25.–29. April | Achtelfinale Best of 25 Frames Sessions (8/8/9) 25.–29. April | Achtelfinale Best of 25 Frames Sessions (8/8/9) 25.–29. April |  |  | Viertelfinale Best of 25 Frames Sessions (8/8/9) 30. April / 1. Mai | Viertelfinale Best of 25 Frames Sessions (8/8/9) 30. April / 1. Mai | Viertelfinale Best of 25 Frames Sessions (8/8/9) 30. April / 1. Mai |  |  | Halbfinale Best of 33 Frames Sessions (8/8/8/9) 2.–4. Mai | Halbfinale Best of 33 Frames Sessions (8/8/8/9) 2.–4. Mai | Halbfinale Best of 33 Frames Sessions (8/8/8/9) 2.–4. Mai |  |  | Finale Best of 35 Frames Sessions (8/9/8/10) 5./6. Mai | Finale Best of 35 Frames Sessions (8/9/8/10) 5./6. Mai | Finale Best of 35 Frames Sessions (8/9/8/10) 5./6. Mai |  |
|  |                                                                      |                                                                      |                                                                      |                 |    |                                                               |                                                               |                                                               |  |  |                                                                     |                                                                     |                                                                     |  |  |                                                           |                                                           |                                                           |  |  |                                                        |                                                        |                                                        |  |
|  | 1                                                                    | 1                                                                    | Mark Williams                                                        | 10              |    |                                                               |                                                               |                                                               |  |  |                                                                     |                                                                     |                                                                     |  |  |                                                           |                                                           |                                                           |  |  |                                                        |                                                        |                                                        |  |
|  | 2                                                                    | 29                                                                   | Martin Gould                                                         | 7               |    |                                                               |                                                               |                                                               |  |  |                                                                     |                                                                     |                                                                     |  |  |                                                           |                                                           |                                                           |  |  |                                                        |                                                        |                                                        |  |
|  | 3                                                                    | 29                                                                   | Martin Gould                                                         | 7               | 1  | Mark Williams                                                 | 9                                                             |                                                               |  |  |                                                                     |                                                                     |                                                                     |  |  |                                                           |                                                           |                                                           |  |  |                                                        |                                                        |                                                        |  |
|  | 4                                                                    |                                                                      |                                                                      |                 | 1  | Mark Williams                                                 | 9                                                             |                                                               |  |  |                                                                     |                                                                     |                                                                     |  |  |                                                           |                                                           |                                                           |  |  |                                                        |                                                        |                                                        |  |
|  | 5                                                                    |                                                                      | 16                                                                   | David Gilbert   | 13 |                                                               |                                                               |                                                               |  |  |                                                                     |                                                                     |                                                                     |  |  |                                                           |                                                           |                                                           |  |  |                                                        |                                                        |                                                        |  |
|  | 6                                                                    | 16                                                                   | 16                                                                   | David Gilbert   | 13 | David Gilbert                                                 | 10                                                            |                                                               |  |  |                                                                     |                                                                     |                                                                     |  |  |                                                           |                                                           |                                                           |  |  |                                                        |                                                        |                                                        |  |
|  | 7                                                                    | 16                                                                   |                                                                      |                 |    | David Gilbert                                                 | 10                                                            |                                                               |  |  |                                                                     |                                                                     |                                                                     |  |  |                                                           |                                                           |                                                           |  |  |                                                        |                                                        |                                                        |  |
|  | 8                                                                    | 18                                                                   | Joe Perry                                                            | 7               |    |                                                               |                                                               |                                                               |  |  |                                                                     |                                                                     |                                                                     |  |  |                                                           |                                                           |                                                           |  |  |                                                        |                                                        |                                                        |  |
|  | 9                                                                    | 18                                                                   | Joe Perry                                                            | 7               | 16 | David Gilbert                                                 | 13                                                            |                                                               |  |  |                                                                     |                                                                     |                                                                     |  |  |                                                           |                                                           |                                                           |  |  |                                                        |                                                        |                                                        |  |
|  | 10                                                                   |                                                                      |                                                                      |                 | 16 | David Gilbert                                                 | 13                                                            |                                                               |  |  |                                                                     |                                                                     |                                                                     |  |  |                                                           |                                                           |                                                           |  |  |                                                        |                                                        |                                                        |  |
|  | 11                                                                   |                                                                      | 8                                                                    | Kyren Wilson    | 8  |                                                               |                                                               |                                                               |  |  |                                                                     |                                                                     |                                                                     |  |  |                                                           |                                                           |                                                           |  |  |                                                        |                                                        |                                                        |  |
|  | 12                                                                   | 9                                                                    | 8                                                                    | Kyren Wilson    | 8  | Barry Hawkins                                                 | 10                                                            |                                                               |  |  |                                                                     |                                                                     |                                                                     |  |  |                                                           |                                                           |                                                           |  |  |                                                        |                                                        |                                                        |  |
|  | 13                                                                   | 9                                                                    |                                                                      |                 |    | Barry Hawkins                                                 | 10                                                            |                                                               |  |  |                                                                     |                                                                     |                                                                     |  |  |                                                           |                                                           |                                                           |  |  |                                                        |                                                        |                                                        |  |
|  | 14                                                                   | 28                                                                   | Li Hang                                                              | 1               |    |                                                               |                                                               |                                                               |  |  |                                                                     |                                                                     |                                                                     |  |  |                                                           |                                                           |                                                           |  |  |                                                        |                                                        |                                                        |  |
|  | 15                                                                   | 28                                                                   | Li Hang                                                              | 1               | 9  | Barry Hawkins                                                 | 11                                                            |                                                               |  |  |                                                                     |                                                                     |                                                                     |  |  |                                                           |                                                           |                                                           |  |  |                                                        |                                                        |                                                        |  |
|  | 16                                                                   |                                                                      |                                                                      |                 | 9  | Barry Hawkins                                                 | 11                                                            |                                                               |  |  |                                                                     |                                                                     |                                                                     |  |  |                                                           |                                                           |                                                           |  |  |                                                        |                                                        |                                                        |  |
|  | 17                                                                   |                                                                      | 8                                                                    | Kyren Wilson    | 13 |                                                               |                                                               |                                                               |  |  |                                                                     |                                                                     |                                                                     |  |  |                                                           |                                                           |                                                           |  |  |                                                        |                                                        |                                                        |  |
|  | 18                                                                   | 8                                                                    | 8                                                                    | Kyren Wilson    | 13 | Kyren Wilson                                                  | 10                                                            |                                                               |  |  |                                                                     |                                                                     |                                                                     |  |  |                                                           |                                                           |                                                           |  |  |                                                        |                                                        |                                                        |  |
|  | 19                                                                   | 8                                                                    |                                                                      |                 |    | Kyren Wilson                                                  | 10                                                            |                                                               |  |  |                                                                     |                                                                     |                                                                     |  |  |                                                           |                                                           |                                                           |  |  |                                                        |                                                        |                                                        |  |
|  | 20                                                                   | 39                                                                   | Scott Donaldson                                                      | 4               |    |                                                               |                                                               |                                                               |  |  |                                                                     |                                                                     |                                                                     |  |  |                                                           |                                                           |                                                           |  |  |                                                        |                                                        |                                                        |  |
|  | 21                                                                   | 39                                                                   | Scott Donaldson                                                      | 4               | 16 | David Gilbert                                                 | 16                                                            |                                                               |  |  |                                                                     |                                                                     |                                                                     |  |  |                                                           |                                                           |                                                           |  |  |                                                        |                                                        |                                                        |  |
|  | 22                                                                   |                                                                      |                                                                      |                 | 16 | David Gilbert                                                 | 16                                                            |                                                               |  |  |                                                                     |                                                                     |                                                                     |  |  |                                                           |                                                           |                                                           |  |  |                                                        |                                                        |                                                        |  |
|  | 23                                                                   |                                                                      | 5                                                                    | John Higgins    | 17 |                                                               |                                                               |                                                               |  |  |                                                                     |                                                                     |                                                                     |  |  |                                                           |                                                           |                                                           |  |  |                                                        |                                                        |                                                        |  |
|  | 24                                                                   | 5                                                                    | 5                                                                    | John Higgins    | 17 | John Higgins                                                  | 10                                                            |                                                               |  |  |                                                                     |                                                                     |                                                                     |  |  |                                                           |                                                           |                                                           |  |  |                                                        |                                                        |                                                        |  |
|  | 25                                                                   | 5                                                                    |                                                                      |                 |    | John Higgins                                                  | 10                                                            |                                                               |  |  |                                                                     |                                                                     |                                                                     |  |  |                                                           |                                                           |                                                           |  |  |                                                        |                                                        |                                                        |  |
|  | 26                                                                   | 38                                                                   | Mark Davis                                                           | 7               |    |                                                               |                                                               |                                                               |  |  |                                                                     |                                                                     |                                                                     |  |  |                                                           |                                                           |                                                           |  |  |                                                        |                                                        |                                                        |  |
|  | 27                                                                   | 38                                                                   | Mark Davis                                                           | 7               | 5  | John Higgins                                                  | 13                                                            |                                                               |  |  |                                                                     |                                                                     |                                                                     |  |  |                                                           |                                                           |                                                           |  |  |                                                        |                                                        |                                                        |  |
|  | 28                                                                   |                                                                      |                                                                      |                 | 5  | John Higgins                                                  | 13                                                            |                                                               |  |  |                                                                     |                                                                     |                                                                     |  |  |                                                           |                                                           |                                                           |  |  |                                                        |                                                        |                                                        |  |
|  | 29                                                                   |                                                                      | 12                                                                   | Stuart Bingham  | 11 |                                                               |                                                               |                                                               |  |  |                                                                     |                                                                     |                                                                     |  |  |                                                           |                                                           |                                                           |  |  |                                                        |                                                        |                                                        |  |
|  | 30                                                                   | 12                                                                   | 12                                                                   | Stuart Bingham  | 11 | Stuart Bingham                                                | 10                                                            |                                                               |  |  |                                                                     |                                                                     |                                                                     |  |  |                                                           |                                                           |                                                           |  |  |                                                        |                                                        |                                                        |  |
|  | 31                                                                   | 12                                                                   |                                                                      |                 |    | Stuart Bingham                                                | 10                                                            |                                                               |  |  |                                                                     |                                                                     |                                                                     |  |  |                                                           |                                                           |                                                           |  |  |                                                        |                                                        |                                                        |  |
|  | 32                                                                   | 21                                                                   | Graeme Dott                                                          | 9               |    |                                                               |                                                               |                                                               |  |  |                                                                     |                                                                     |                                                                     |  |  |                                                           |                                                           |                                                           |  |  |                                                        |                                                        |                                                        |  |
|  | 33                                                                   | 21                                                                   | Graeme Dott                                                          | 9               | 5  | John Higgins                                                  | 13                                                            |                                                               |  |  |                                                                     |                                                                     |                                                                     |  |  |                                                           |                                                           |                                                           |  |  |                                                        |                                                        |                                                        |  |
|  | 34                                                                   |                                                                      |                                                                      |                 | 5  | John Higgins                                                  | 13                                                            |                                                               |  |  |                                                                     |                                                                     |                                                                     |  |  |                                                           |                                                           |                                                           |  |  |                                                        |                                                        |                                                        |  |
|  | 35                                                                   |                                                                      | 4                                                                    | Neil Robertson  | 10 |                                                               |                                                               |                                                               |  |  |                                                                     |                                                                     |                                                                     |  |  |                                                           |                                                           |                                                           |  |  |                                                        |                                                        |                                                        |  |
|  | 36                                                                   | 13                                                                   | 4                                                                    | Neil Robertson  | 10 | Shaun Murphy                                                  | 10                                                            |                                                               |  |  |                                                                     |                                                                     |                                                                     |  |  |                                                           |                                                           |                                                           |  |  |                                                        |                                                        |                                                        |  |
|  | 37                                                                   | 13                                                                   |                                                                      |                 |    | Shaun Murphy                                                  | 10                                                            |                                                               |  |  |                                                                     |                                                                     |                                                                     |  |  |                                                           |                                                           |                                                           |  |  |                                                        |                                                        |                                                        |  |
|  | 38                                                                   | 91                                                                   | Luo Honghao                                                          | 0               |    |                                                               |                                                               |                                                               |  |  |                                                                     |                                                                     |                                                                     |  |  |                                                           |                                                           |                                                           |  |  |                                                        |                                                        |                                                        |  |
|  | 39                                                                   | 91                                                                   | Luo Honghao                                                          | 0               | 13 | Shaun Murphy                                                  | 6                                                             |                                                               |  |  |                                                                     |                                                                     |                                                                     |  |  |                                                           |                                                           |                                                           |  |  |                                                        |                                                        |                                                        |  |
|  | 40                                                                   |                                                                      |                                                                      |                 | 13 | Shaun Murphy                                                  | 6                                                             |                                                               |  |  |                                                                     |                                                                     |                                                                     |  |  |                                                           |                                                           |                                                           |  |  |                                                        |                                                        |                                                        |  |
|  | 41                                                                   |                                                                      | 4                                                                    | Neil Robertson  | 13 |                                                               |                                                               |                                                               |  |  |                                                                     |                                                                     |                                                                     |  |  |                                                           |                                                           |                                                           |  |  |                                                        |                                                        |                                                        |  |
|  | 42                                                                   | 4                                                                    | 4                                                                    | Neil Robertson  | 13 | Neil Robertson                                                | 10                                                            |                                                               |  |  |                                                                     |                                                                     |                                                                     |  |  |                                                           |                                                           |                                                           |  |  |                                                        |                                                        |                                                        |  |
|  | 43                                                                   | 4                                                                    |                                                                      |                 |    | Neil Robertson                                                | 10                                                            |                                                               |  |  |                                                                     |                                                                     |                                                                     |  |  |                                                           |                                                           |                                                           |  |  |                                                        |                                                        |                                                        |  |
|  | 44                                                                   | 52                                                                   | Michael Georgiou                                                     | 1               |    |                                                               |                                                               |                                                               |  |  |                                                                     |                                                                     |                                                                     |  |  |                                                           |                                                           |                                                           |  |  |                                                        |                                                        |                                                        |  |
|  | 45                                                                   | 52                                                                   | Michael Georgiou                                                     | 1               | 5  | John Higgins                                                  | 9                                                             |                                                               |  |  |                                                                     |                                                                     |                                                                     |  |  |                                                           |                                                           |                                                           |  |  |                                                        |                                                        |                                                        |  |
|  | 46                                                                   |                                                                      |                                                                      |                 | 5  | John Higgins                                                  | 9                                                             |                                                               |  |  |                                                                     |                                                                     |                                                                     |  |  |                                                           |                                                           |                                                           |  |  |                                                        |                                                        |                                                        |  |
|  | 47                                                                   |                                                                      | 7                                                                    | Judd Trump      | 18 |                                                               |                                                               |                                                               |  |  |                                                                     |                                                                     |                                                                     |  |  |                                                           |                                                           |                                                           |  |  |                                                        |                                                        |                                                        |  |
|  | 48                                                                   | 3                                                                    | 7                                                                    | Judd Trump      | 18 | Mark Selby                                                    | 10                                                            |                                                               |  |  |                                                                     |                                                                     |                                                                     |  |  |                                                           |                                                           |                                                           |  |  |                                                        |                                                        |                                                        |  |
|  | 49                                                                   | 3                                                                    |                                                                      |                 |    | Mark Selby                                                    | 10                                                            |                                                               |  |  |                                                                     |                                                                     |                                                                     |  |  |                                                           |                                                           |                                                           |  |  |                                                        |                                                        |                                                        |  |
|  | 50                                                                   | 66                                                                   | Zhao Xintong                                                         | 7               |    |                                                               |                                                               |                                                               |  |  |                                                                     |                                                                     |                                                                     |  |  |                                                           |                                                           |                                                           |  |  |                                                        |                                                        |                                                        |  |
|  | 51                                                                   | 66                                                                   | Zhao Xintong                                                         | 7               | 3  | Mark Selby                                                    | 10                                                            |                                                               |  |  |                                                                     |                                                                     |                                                                     |  |  |                                                           |                                                           |                                                           |  |  |                                                        |                                                        |                                                        |  |
|  | 52                                                                   |                                                                      |                                                                      |                 | 3  | Mark Selby                                                    | 10                                                            |                                                               |  |  |                                                                     |                                                                     |                                                                     |  |  |                                                           |                                                           |                                                           |  |  |                                                        |                                                        |                                                        |  |
|  | 53                                                                   |                                                                      | 32                                                                   | Gary Wilson     | 13 |                                                               |                                                               |                                                               |  |  |                                                                     |                                                                     |                                                                     |  |  |                                                           |                                                           |                                                           |  |  |                                                        |                                                        |                                                        |  |
|  | 54                                                                   | 14                                                                   | 32                                                                   | Gary Wilson     | 13 | Luca Brecel                                                   | 9                                                             |                                                               |  |  |                                                                     |                                                                     |                                                                     |  |  |                                                           |                                                           |                                                           |  |  |                                                        |                                                        |                                                        |  |
|  | 55                                                                   | 14                                                                   |                                                                      |                 |    | Luca Brecel                                                   | 9                                                             |                                                               |  |  |                                                                     |                                                                     |                                                                     |  |  |                                                           |                                                           |                                                           |  |  |                                                        |                                                        |                                                        |  |
|  | 56                                                                   | 32                                                                   | Gary Wilson                                                          | 10              |    |                                                               |                                                               |                                                               |  |  |                                                                     |                                                                     |                                                                     |  |  |                                                           |                                                           |                                                           |  |  |                                                        |                                                        |                                                        |  |
|  | 57                                                                   | 32                                                                   | Gary Wilson                                                          | 10              | 32 | Gary Wilson                                                   | 13                                                            |                                                               |  |  |                                                                     |                                                                     |                                                                     |  |  |                                                           |                                                           |                                                           |  |  |                                                        |                                                        |                                                        |  |
|  | 58                                                                   |                                                                      |                                                                      |                 | 32 | Gary Wilson                                                   | 13                                                            |                                                               |  |  |                                                                     |                                                                     |                                                                     |  |  |                                                           |                                                           |                                                           |  |  |                                                        |                                                        |                                                        |  |
|  | 59                                                                   |                                                                      | 19                                                                   | Ali Carter      | 9  |                                                               |                                                               |                                                               |  |  |                                                                     |                                                                     |                                                                     |  |  |                                                           |                                                           |                                                           |  |  |                                                        |                                                        |                                                        |  |
|  | 60                                                                   | 11                                                                   | 19                                                                   | Ali Carter      | 9  | Jack Lisowski                                                 | 6                                                             |                                                               |  |  |                                                                     |                                                                     |                                                                     |  |  |                                                           |                                                           |                                                           |  |  |                                                        |                                                        |                                                        |  |
|  | 61                                                                   | 11                                                                   |                                                                      |                 |    | Jack Lisowski                                                 | 6                                                             |                                                               |  |  |                                                                     |                                                                     |                                                                     |  |  |                                                           |                                                           |                                                           |  |  |                                                        |                                                        |                                                        |  |
|  | 62                                                                   | 19                                                                   | Ali Carter                                                           | 10              |    |                                                               |                                                               |                                                               |  |  |                                                                     |                                                                     |                                                                     |  |  |                                                           |                                                           |                                                           |  |  |                                                        |                                                        |                                                        |  |
|  | 63                                                                   | 19                                                                   | Ali Carter                                                           | 10              | 19 | Ali Carter                                                    | 13                                                            |                                                               |  |  |                                                                     |                                                                     |                                                                     |  |  |                                                           |                                                           |                                                           |  |  |                                                        |                                                        |                                                        |  |
|  | 64                                                                   |                                                                      |                                                                      |                 | 19 | Ali Carter                                                    | 13                                                            |                                                               |  |  |                                                                     |                                                                     |                                                                     |  |  |                                                           |                                                           |                                                           |  |  |                                                        |                                                        |                                                        |  |
|  | 65                                                                   |                                                                      | 35                                                                   | Zhou Yuelong    | 9  |                                                               |                                                               |                                                               |  |  |                                                                     |                                                                     |                                                                     |  |  |                                                           |                                                           |                                                           |  |  |                                                        |                                                        |                                                        |  |
|  | 66                                                                   | 6                                                                    | 35                                                                   | Zhou Yuelong    | 9  | Mark Allen                                                    | 7                                                             |                                                               |  |  |                                                                     |                                                                     |                                                                     |  |  |                                                           |                                                           |                                                           |  |  |                                                        |                                                        |                                                        |  |
|  | 67                                                                   | 6                                                                    |                                                                      |                 |    | Mark Allen                                                    | 7                                                             |                                                               |  |  |                                                                     |                                                                     |                                                                     |  |  |                                                           |                                                           |                                                           |  |  |                                                        |                                                        |                                                        |  |
|  | 68                                                                   | 35                                                                   | Zhou Yuelong                                                         | 10              |    |                                                               |                                                               |                                                               |  |  |                                                                     |                                                                     |                                                                     |  |  |                                                           |                                                           |                                                           |  |  |                                                        |                                                        |                                                        |  |
|  | 69                                                                   | 35                                                                   | Zhou Yuelong                                                         | 10              | 32 | Gary Wilson                                                   | 11                                                            |                                                               |  |  |                                                                     |                                                                     |                                                                     |  |  |                                                           |                                                           |                                                           |  |  |                                                        |                                                        |                                                        |  |
|  | 70                                                                   |                                                                      |                                                                      |                 | 32 | Gary Wilson                                                   | 11                                                            |                                                               |  |  |                                                                     |                                                                     |                                                                     |  |  |                                                           |                                                           |                                                           |  |  |                                                        |                                                        |                                                        |  |
|  | 71                                                                   |                                                                      | 7                                                                    | Judd Trump      | 17 |                                                               |                                                               |                                                               |  |  |                                                                     |                                                                     |                                                                     |  |  |                                                           |                                                           |                                                           |  |  |                                                        |                                                        |                                                        |  |
|  | 72                                                                   | 7                                                                    | 7                                                                    | Judd Trump      | 17 | Judd Trump                                                    | 10                                                            |                                                               |  |  |                                                                     |                                                                     |                                                                     |  |  |                                                           |                                                           |                                                           |  |  |                                                        |                                                        |                                                        |  |
|  | 73                                                                   | 7                                                                    |                                                                      |                 |    | Judd Trump                                                    | 10                                                            |                                                               |  |  |                                                                     |                                                                     |                                                                     |  |  |                                                           |                                                           |                                                           |  |  |                                                        |                                                        |                                                        |  |
|  | 74                                                                   | 43                                                                   | Thepchaiya Un-Nooh                                                   | 9               |    |                                                               |                                                               |                                                               |  |  |                                                                     |                                                                     |                                                                     |  |  |                                                           |                                                           |                                                           |  |  |                                                        |                                                        |                                                        |  |
|  | 75                                                                   | 43                                                                   | Thepchaiya Un-Nooh                                                   | 9               | 7  | Judd Trump                                                    | 13                                                            |                                                               |  |  |                                                                     |                                                                     |                                                                     |  |  |                                                           |                                                           |                                                           |  |  |                                                        |                                                        |                                                        |  |
|  | 76                                                                   |                                                                      |                                                                      |                 | 7  | Judd Trump                                                    | 13                                                            |                                                               |  |  |                                                                     |                                                                     |                                                                     |  |  |                                                           |                                                           |                                                           |  |  |                                                        |                                                        |                                                        |  |
|  | 77                                                                   |                                                                      | 10                                                                   | Ding Junhui     | 9  |                                                               |                                                               |                                                               |  |  |                                                                     |                                                                     |                                                                     |  |  |                                                           |                                                           |                                                           |  |  |                                                        |                                                        |                                                        |  |
|  | 78                                                                   | 10                                                                   | 10                                                                   | Ding Junhui     | 9  | Ding Junhui                                                   | 10                                                            |                                                               |  |  |                                                                     |                                                                     |                                                                     |  |  |                                                           |                                                           |                                                           |  |  |                                                        |                                                        |                                                        |  |
|  | 79                                                                   | 10                                                                   |                                                                      |                 |    | Ding Junhui                                                   | 10                                                            |                                                               |  |  |                                                                     |                                                                     |                                                                     |  |  |                                                           |                                                           |                                                           |  |  |                                                        |                                                        |                                                        |  |
|  | 80                                                                   | 24                                                                   | Anthony McGill                                                       | 7               |    |                                                               |                                                               |                                                               |  |  |                                                                     |                                                                     |                                                                     |  |  |                                                           |                                                           |                                                           |  |  |                                                        |                                                        |                                                        |  |
|  | 81                                                                   | 24                                                                   | Anthony McGill                                                       | 7               | 7  | Judd Trump                                                    | 13                                                            |                                                               |  |  |                                                                     |                                                                     |                                                                     |  |  |                                                           |                                                           |                                                           |  |  |                                                        |                                                        |                                                        |  |
|  | 82                                                                   |                                                                      |                                                                      |                 | 7  | Judd Trump                                                    | 13                                                            |                                                               |  |  |                                                                     |                                                                     |                                                                     |  |  |                                                           |                                                           |                                                           |  |  |                                                        |                                                        |                                                        |  |
|  | 83                                                                   |                                                                      | 15                                                                   | Stephen Maguire | 6  |                                                               |                                                               |                                                               |  |  |                                                                     |                                                                     |                                                                     |  |  |                                                           |                                                           |                                                           |  |  |                                                        |                                                        |                                                        |  |
|  | 84                                                                   | 15                                                                   | 15                                                                   | Stephen Maguire | 6  | Stephen Maguire                                               | 10                                                            |                                                               |  |  |                                                                     |                                                                     |                                                                     |  |  |                                                           |                                                           |                                                           |  |  |                                                        |                                                        |                                                        |  |
|  | 85                                                                   | 15                                                                   |                                                                      |                 |    | Stephen Maguire                                               | 10                                                            |                                                               |  |  |                                                                     |                                                                     |                                                                     |  |  |                                                           |                                                           |                                                           |  |  |                                                        |                                                        |                                                        |  |
|  | 86                                                                   | 80                                                                   | Tian Pengfei                                                         | 9               |    |                                                               |                                                               |                                                               |  |  |                                                                     |                                                                     |                                                                     |  |  |                                                           |                                                           |                                                           |  |  |                                                        |                                                        |                                                        |  |
|  | 87                                                                   | 80                                                                   | Tian Pengfei                                                         | 9               | 15 | Stephen Maguire                                               | 13                                                            |                                                               |  |  |                                                                     |                                                                     |                                                                     |  |  |                                                           |                                                           |                                                           |  |  |                                                        |                                                        |                                                        |  |
|  | 88                                                                   |                                                                      |                                                                      |                 | 15 | Stephen Maguire                                               | 13                                                            |                                                               |  |  |                                                                     |                                                                     |                                                                     |  |  |                                                           |                                                           |                                                           |  |  |                                                        |                                                        |                                                        |  |
|  | 89                                                                   |                                                                      | A                                                                    | James Cahill    | 12 |                                                               |                                                               |                                                               |  |  |                                                                     |                                                                     |                                                                     |  |  |                                                           |                                                           |                                                           |  |  |                                                        |                                                        |                                                        |  |
|  | 90                                                                   | 2                                                                    | A                                                                    | James Cahill    | 12 | Ronnie O’Sullivan                                             | 8                                                             |                                                               |  |  |                                                                     |                                                                     |                                                                     |  |  |                                                           |                                                           |                                                           |  |  |                                                        |                                                        |                                                        |  |
|  | 91                                                                   | 2                                                                    |                                                                      |                 |    | Ronnie O’Sullivan                                             | 8                                                             |                                                               |  |  |                                                                     |                                                                     |                                                                     |  |  |                                                           |                                                           |                                                           |  |  |                                                        |                                                        |                                                        |  |
|  | 92                                                                   | A                                                                    | James Cahill                                                         | 10              |    |                                                               |                                                               |                                                               |  |  |                                                                     |                                                                     |                                                                     |  |  |                                                           |                                                           |                                                           |  |  |                                                        |                                                        |                                                        |  |

### Finale
Am 20. März 2019 gab die World Professional Billiards & Snooker Association bekannt, dass der Schotte Leo Scullion das Finale der Weltmeisterschaft leiten würde. Für den 61-jährigen Scullion war es das erste WM-Finale.
Das Match (Best of 35 Frames) war eine Wiederauflage des Finals von 2011, als Higgins und Trump schon einmal das WM-Endspiel bestritten. Damals siegte Higgins mit 18:15 und holte seinen vierten Weltmeistertitel. Für Trump war es erst das zweite Endspiel, während Higgins zum achten Mal um den Titel spielte. Nur Stephen Hendry hatte noch einmal mehr im Finale gestanden. Auch in den zwei Jahren zuvor hatte der Schotte das Finale erreicht, aber beide Male verloren.
Die erste Session verlief noch ausgeglichen und endete mit 4:4. Zu Beginn der zweiten Session gewann Higgins den 9. Frame und lag mit 5:4 das einzige Mal im gesamten Spiel vorne. Trump gewann darauf die restlichen acht Frames der Session und ging mit 12:5 in Führung. Diese Phase des Spiels wurde von mehreren Kommentatoren als die beste bezeichnet, die sie je gesehen haben. Der sechsmalige Weltmeister Steve Davis kommentierte es so „I’ve seen some astonishing snooker here, a lot of it from Ronnie O’Sullivan, but that was a different type of astonishing. I am a little bit in shock. He is making a lot of very difficult shots seem very easy“. (Ich habe hier schon erstaunliches Snooker gesehen, viel davon von Ronnie O’Sullivan, aber das ist eine andere Art von Erstaunlich. Ich bin etwas schockiert. Er lässt viele sehr schwierige Stöße sehr einfach aussehen.) Zu Beginn der dritten Session versuchte sich Higgins an einem Maximum Break und lochte 14-mal Rot und Schwarz, bis er bei der letzten roten Kugel die Position verlor. Auch den nächsten Frame gewann er und verkürzte auf 7:12, aber Trump gewann die nächsten drei Frames und zog auf 15:7 davon. Die folgenden beiden Frames gingen wieder an Higgins und er verhinderte so, dass das Finale bereits in drei Sessions beendet wurde. Den letzten Frame gewann allerdings Trump und vor der letzten Session stand es 16:9 für den Engländer. In der vierten Session gewann er die ihm noch fehlenden zwei Frames und siegte schließlich mit 18:9. 
Mit elf Century-Breaks brach dieses Spiel den Rekord, den bislang Alan McManus und Ding Junhui mit zehn Centurys gehalten hatten (Halbfinale der Weltmeisterschaft 2016). Nach dem Spiel lobte Higgins die Spielweise Trumps „I was the lucky one to not have to pay for a ticket, he was just awesome“ (Ich hatte das Glück, nichts für die Eintrittskarte zahlen zu müssen, er war einfach phantastisch). Steve Davis kommentierte bei der BBC: „The standard in that final may have been the greatest we have ever seen and Judd Trump was at the heart of it.“ (Das Niveau dieses Finales war vielleicht das höchste, das wir je gesehen haben, und Judd Trump war dabei der Mittelpunkt.)
| Finale: Best of 35 Frames Schiedsrichter/in: Leo Scullion Crucible Theatre, Sheffield, England, 5./6. Mai 2019 |                |            |
| John Higgins | 9:18           | Judd Trump |
| Erste Session: 1:66 (51), 45:72 (63), 139:0 (139), 0:105 (105), 70:8 (69), 74:0, 101:0 (101), 4:103 (103), Zweite Session: 125:1 (125), 0:66, 4:139 (135), 45:67, 0:118 (114), 30:64, 28:95 (71), 20:70 (58), 19:85 (70), Dritte Session: 113:0 (113), 60:35 (59), 0:101 (101), 0:72 (71), 0:126 (126), 92:16 (67), 79:11 (70), 0:104 (104), Vierte Session: 0:94 (94), 1:63 (62) |                |            |
| 139 | Höchstes Break | 135        |
| 4 | Century-Breaks | 7          |
| 8 | 50+-Breaks     | 15         |

## Qualifikation
Die Top 16 der Weltrangliste waren für das Hauptturnier gesetzt, in der Qualifikation wurden ihre 16 Herausforderer ermittelt. Zu den 128 Teilnehmern gehörten die Profispieler ab Platz 17 bis auf den Waliser Jamie Jones, der vom Weltverband gesperrt war, und den Chinesen Li Yuan. Für die 21 verbleibenden Plätze wählte die WPBSA 16 Amateurspieler aus, die bei Kontinental- und Juniorenmeisterschaften erfolgreich gewesen waren oder sich nach anderen Kriterien qualifiziert hatten. Die restlichen 5 Plätze wurden an die besten Spieler der Q School 2018 vergeben, die sich noch nicht anders qualifiziert hatten. Außerdem sagte der Chinese Zhang Jiankang kurz vor dem Turnier ab. Er wurde durch Michael Judge aus Irland ersetzt.
Die drei Qualifikationsrunden fanden vom 10. bis 17. April 2019 im English Institute of Sport in Sheffield statt. Sämtliche Partien wurden im Best-of-19-Modus gespielt.

### Runde 1
Die Weltmeisterschaft als höchstdotiertes Turnier bietet zum Saisonabschluss noch einmal Gelegenheit, einen schlechten Saisonverlauf zu korrigieren und sich in der Weltrangliste zu verbessern. Meist bestätigt sich aber nur die Tendenz der vorangegangenen Spielzeit. Marco Fu war der bestplatzierte Spieler, der bereits in Runde 1 ausschied. Im Herbst war er noch auf Platz 13 gewesen und inzwischen auf Platz 40 zurückgefallen. Mit dem Aus endete auch seine Serie von 14 WM-Endrundenteilnahmen in Folge.
Andere Spieler verpassten die letzte Chance, sich noch unter die Top 64 zu spielen, wo sie automatisch für die nächste Saison qualifiziert gewesen wären. Rory McLeod fiel nach 15 Jahren unter den Top 64 durch seine Auftaktniederlage erstmals wieder heraus, ebenso verpassten es die 2017 zurückgekehrten Alexander Ursenbacher aus der Schweiz und Peter Lines, ihre zweijährige Tourcard zu verlängern. Der Engländer kämpfte mehr als 10 Stunden und unterlag Michael Judge um 3 Uhr nachts im Entscheidungsframe. Dabei war der Ire ursprünglich gar nicht als Teilnehmer vorgesehen und kurzfristig nachgerückt. Auch der Deutsche Lukas Kleckers konnte seine ohnehin geringe Chance gegen den zweitbesten chinesischen Spieler Yan Bingtao nicht nutzen und verabschiedete sich nach seinen ersten beiden Jahren wieder von der Tour. Einen Generationswechsel deutete die Partie von Joe O’Connor gegen Joe Swail an. Der 23-jährige O’Connor gewann mit 10:1 bei seiner ersten WM-Teilnahme als Profi. Der 49-jährige Nordire fiel damit nach 27 Profijahren von der Tour und ließ offen, ob er noch einmal eine Rückkehr versuchen würde.
Nur vier Spielern außerhalb der Top 80 und vier Amateuren gelang in Runde 1 ein Sieg gegen höher gesetzte Profis. Die größte Überraschung gelang dem Wildcard-Spieler Pang Junxu aus China, der die Nummer 44 der Weltrangliste Stuart Carrington mit 10:6 aus dem Turnier warf. Auch James Cahill gewann unerwartet gegen Andrew Higginson, er hatte aber immerhin schon vier Jahre Erfahrung als Profi vorzuweisen. Das Match der befreundeten Spieler nahm aber einen kuriosen Verlauf: 7:0 und 8:2 lag Cahill vorne und konnte es nicht nutzen. Higginson holte nun selbst sieben Frames in Folge und ging 9:8 in Führung, nur um dann die Entscheidung zu verpassen und doch noch mit 9:10 zu unterliegen. Michael Judge und David Grace waren die anderen beiden Ex-Profis, die ihr Auftaktspiel gewannen, Grace hatte sich zuvor aber bereits über die Challenge Tour die Rückkehr in der nächsten Saison gesichert.
| Spiel | Spieler 1              | Ergebnis | Spieler 2              |
| ----- | ---------------------- | -------- | ---------------------- |
| 1     | (17) Ryan Day          | 610:610  | Oliver Lines (95)      |
| 2     | (80) Tian Pengfei      | 510:510  | Soheil Vahedi (101)    |
| 3     | (48) Matthew Stevens   | 310:310  | Thor Chuan Leong (107) |
| 4     | (49) Chris Wakelin     | 510:510  | Fan Zhengyi (121)      |
| 5     | (32) Gary Wilson       | 510:510  | Sanderson Lam (112)    |
| 6     | (65) Dominic Dale      | 510:510  | Chris Totten (97)      |
| 7     | (33) Liang Wenbo       | 010:010  | Basem Eltahhan (123)   |
| 8     | (64) Rory McLeod       | 108:108  | David Grace (WC)       |
| 9     | (57) Robbie Williams   | 810:810  | Sam Baird (83)         |
| 10    | (40) Marco Fu          | 107:107  | Luo Honghao (91)       |
| 11    | (72) Sam Craigie       | 210:210  | Rhys Clark (120)       |
| 12    | (25) Tom Ford          | 310:310  | Ross Muir (93)         |
| 13    | (56) Sunny Akani       | 610:610  | Chen Zifan (99)        |
| 14    | (41) Robert Milkins    | 410:410  | Luke Simmonds (A)      |
| 15    | (73) Duane Jones       | 510:510  | Kishan Hirani (116)    |
| 16    | (24) Anthony McGill    | 810:810  | Ashley Hugill (103)    |
| 17    | (21) Graeme Dott       | 210:210  | Hamza Akbar (104)      |
| 18    | (76) Xu Si             | 210:210  | Sean O’Sullivan (113)  |
| 19    | (44) Stuart Carrington | 106:106  | Pang Junxu (WC)        |
| 20    | (53) Kurt Maflin       | 310:310  | Mitchell Mann (WC)     |
| 21    | (28) Li Hang           | 510:510  | Niu Zhuang (98)        |
| 22    | (69) Ian Burns         | 710:710  | Farakh Ajaib (A)       |
| 23    | (37) Ben Woollaston    | 710:710  | Elliot Slessor (92)    |
| 24    | (60) Mike Dunn         | 107:107  | Nigel Bond (82)        |
| 25    | (61) Daniel Wells      | 510:510  | Jamie Clarke (109)     |
| 26    | (36) Hossein Vafaei    | 410:410  | Zhang Anda (85)        |
| 27    | (68) Gerard Greene     | 710:710  | Aaron Hill (WC)        |
| 28    | (29) Martin Gould      | 010:010  | Mostafa Dorgham (WC)   |
| 29    | (52) Michael Georgiou  | 710:710  | Lee Walker (102)       |
| 30    | (45) Peter Ebdon       | 410:410  | Harvey Chandler (115)  |
| 31    | (77) Mei Xiwen         | 310:310  | Florian Nüßle (WC)     |
| 32    | (20) Yan Bingtao       | 310:310  | Lukas Kleckers (108)   |

| Spiel | Spieler 1              | Ergebnis | Spieler 2              |
| ----- | ---------------------- | -------- | ---------------------- |
| 1     | (17) Ryan Day          | 610:610  | Oliver Lines (95)      |
| 2     | (80) Tian Pengfei      | 510:510  | Soheil Vahedi (101)    |
| 3     | (48) Matthew Stevens   | 310:310  | Thor Chuan Leong (107) |
| 4     | (49) Chris Wakelin     | 510:510  | Fan Zhengyi (121)      |
| 5     | (32) Gary Wilson       | 510:510  | Sanderson Lam (112)    |
| 6     | (65) Dominic Dale      | 510:510  | Chris Totten (97)      |
| 7     | (33) Liang Wenbo       | 010:010  | Basem Eltahhan (123)   |
| 8     | (64) Rory McLeod       | 108:108  | David Grace (WC)       |
| 9     | (57) Robbie Williams   | 810:810  | Sam Baird (83)         |
| 10    | (40) Marco Fu          | 107:107  | Luo Honghao (91)       |
| 11    | (72) Sam Craigie       | 210:210  | Rhys Clark (120)       |
| 12    | (25) Tom Ford          | 310:310  | Ross Muir (93)         |
| 13    | (56) Sunny Akani       | 610:610  | Chen Zifan (99)        |
| 14    | (41) Robert Milkins    | 410:410  | Luke Simmonds (A)      |
| 15    | (73) Duane Jones       | 510:510  | Kishan Hirani (116)    |
| 16    | (24) Anthony McGill    | 810:810  | Ashley Hugill (103)    |
| 17    | (21) Graeme Dott       | 210:210  | Hamza Akbar (104)      |
| 18    | (76) Xu Si             | 210:210  | Sean O’Sullivan (113)  |
| 19    | (44) Stuart Carrington | 106:106  | Pang Junxu (WC)        |
| 20    | (53) Kurt Maflin       | 310:310  | Mitchell Mann (WC)     |
| 21    | (28) Li Hang           | 510:510  | Niu Zhuang (98)        |
| 22    | (69) Ian Burns         | 710:710  | Farakh Ajaib (A)       |
| 23    | (37) Ben Woollaston    | 710:710  | Elliot Slessor (92)    |
| 24    | (60) Mike Dunn         | 107:107  | Nigel Bond (82)        |
| 25    | (61) Daniel Wells      | 510:510  | Jamie Clarke (109)     |
| 26    | (36) Hossein Vafaei    | 410:410  | Zhang Anda (85)        |
| 27    | (68) Gerard Greene     | 710:710  | Aaron Hill (WC)        |
| 28    | (29) Martin Gould      | 010:010  | Mostafa Dorgham (WC)   |
| 29    | (52) Michael Georgiou  | 710:710  | Lee Walker (102)       |
| 30    | (45) Peter Ebdon       | 410:410  | Harvey Chandler (115)  |
| 31    | (77) Mei Xiwen         | 310:310  | Florian Nüßle (WC)     |
| 32    | (20) Yan Bingtao       | 310:310  | Lukas Kleckers (108)   |

| Spiel | Spieler 1                  | Ergebnis | Spieler 2               |
| ----- | -------------------------- | -------- | ----------------------- |
| 33    | (19) Ali Carter            | 110:110  | Paul Davison (89)       |
| 34    | (78) Jimmy White           | 510:510  | Ross Bulman (WC)        |
| 35    | (46) Michael White         | 410:410  | Andy Hicks (A)          |
| 36    | (51) Yuan Sijun            | 108:108  | John Astley (100)       |
| 37    | (30) Ricky Walden          | 710:710  | Alfie Burden (94)       |
| 38    | (67) Eden Sharav           | 710:710  | David Lilley (WC)       |
| 39    | (35) Zhou Yuelong          | 710:710  | Robin Hull (87)         |
| 40    | (62) Liam Highfield        | 710:710  | Hammad Miah (117)       |
| 41    | (59) Fergal O’Brien        | 410:410  | Jackson Page (WC)       |
| 42    | (38) Mark Davis            | 610:610  | Rod Lawler (81)         |
| 43    | (70) Alexander Ursenbacher | 104:104  | Jordan Brown (111)      |
| 44    | (27) Lü Haotian            | 510:510  | Ashley Carty (105)      |
| 45    | (54) Mark Joyce            | 210:210  | Billy Castle (96)       |
| 46    | (43) Thepchaiya Un-Nooh    | 410:410  | Jonathan Bagley (WC)    |
| 47    | (75) Joe O’Connor          | 110:110  | Joe Swail (86)          |
| 48    | (22) Jimmy Robertson       | 010:010  | Chen Feilong (98)       |
| 49    | (23) Xiao Guodong          | 510:510  | Jak Jones (90)          |
| 50    | (74) Peter Lines           | 109:109  | Michael Judge (A)       |
| 51    | (42) Michael Holt          | 510:510  | Brandon Sargeant (WC)   |
| 52    | (55) Andrew Higginson      | 109:109  | James Cahill (A)        |
| 53    | (26) Mark King             | 410:410  | Igor Figueiredo (WC)    |
| 54    | (71) Lu Ning               | 410:410  | Allan Taylor (88)       |
| 55    | (39) Scott Donaldson       | 810:810  | Craig Steadman (84)     |
| 56    | (58) Ken Doherty           | 810:810  | Andy Lee (119)          |
| 57    | (63) Anthony Hamilton      | 910:910  | James Wattana (106)     |
| 58    | (34) Matthew Selt          | 310:310  | Dylan Emery (WC)        |
| 59    | (66) Zhao Xintong          | 210:210  | Adam Lilley (WC)        |
| 60    | (31) Noppon Saengkham      | 310:310  | Adam Stefanów (118)     |
| 61    | (50) Alan McManus          | 610:610  | Ng On Yee (WC)          |
| 62    | (47) Martin O’Donnell      | 610:610  | Adam Duffy (A)          |
| 63    | (79) Zhang Yong            | 210:210  | Reanne Evans (WC)       |
| 64    | (18) Joe Perry             | 110:110  | Simon Lichtenberg (122) |

| Spiel | Spieler 1                  | Ergebnis | Spieler 2               |
| ----- | -------------------------- | -------- | ----------------------- |
| 33    | (19) Ali Carter            | 110:110  | Paul Davison (89)       |
| 34    | (78) Jimmy White           | 510:510  | Ross Bulman (WC)        |
| 35    | (46) Michael White         | 410:410  | Andy Hicks (A)          |
| 36    | (51) Yuan Sijun            | 108:108  | John Astley (100)       |
| 37    | (30) Ricky Walden          | 710:710  | Alfie Burden (94)       |
| 38    | (67) Eden Sharav           | 710:710  | David Lilley (WC)       |
| 39    | (35) Zhou Yuelong          | 710:710  | Robin Hull (87)         |
| 40    | (62) Liam Highfield        | 710:710  | Hammad Miah (117)       |
| 41    | (59) Fergal O’Brien        | 410:410  | Jackson Page (WC)       |
| 42    | (38) Mark Davis            | 610:610  | Rod Lawler (81)         |
| 43    | (70) Alexander Ursenbacher | 104:104  | Jordan Brown (111)      |
| 44    | (27) Lü Haotian            | 510:510  | Ashley Carty (105)      |
| 45    | (54) Mark Joyce            | 210:210  | Billy Castle (96)       |
| 46    | (43) Thepchaiya Un-Nooh    | 410:410  | Jonathan Bagley (WC)    |
| 47    | (75) Joe O’Connor          | 110:110  | Joe Swail (86)          |
| 48    | (22) Jimmy Robertson       | 010:010  | Chen Feilong (98)       |
| 49    | (23) Xiao Guodong          | 510:510  | Jak Jones (90)          |
| 50    | (74) Peter Lines           | 109:109  | Michael Judge (A)       |
| 51    | (42) Michael Holt          | 510:510  | Brandon Sargeant (WC)   |
| 52    | (55) Andrew Higginson      | 109:109  | James Cahill (A)        |
| 53    | (26) Mark King             | 410:410  | Igor Figueiredo (WC)    |
| 54    | (71) Lu Ning               | 410:410  | Allan Taylor (88)       |
| 55    | (39) Scott Donaldson       | 810:810  | Craig Steadman (84)     |
| 56    | (58) Ken Doherty           | 810:810  | Andy Lee (119)          |
| 57    | (63) Anthony Hamilton      | 910:910  | James Wattana (106)     |
| 58    | (34) Matthew Selt          | 310:310  | Dylan Emery (WC)        |
| 59    | (66) Zhao Xintong          | 210:210  | Adam Lilley (WC)        |
| 60    | (31) Noppon Saengkham      | 310:310  | Adam Stefanów (118)     |
| 61    | (50) Alan McManus          | 610:610  | Ng On Yee (WC)          |
| 62    | (47) Martin O’Donnell      | 610:610  | Adam Duffy (A)          |
| 63    | (79) Zhang Yong            | 210:210  | Reanne Evans (WC)       |
| 64    | (18) Joe Perry             | 110:110  | Simon Lichtenberg (122) |

### Runde 2
Mehr Überraschungen als zum Auftakt gab es in Runde 2. Ryan Day, der als Weltranglisten-17. knapp die direkte Crucible-Qualifikation verpasst hatte, verlor deutlich mit 3:10 gegen Tian Pengfei, der noch um einen Top-64-Platz kämpfte. Mit Michael Judge und James Cahill überstanden zwei der vier Amateure die zweite Runde. Der Ire bezwang mit seinem zweiten 10:9-Ergebnis die Nummer 23 Xiao Guodong und auch Cahill setzte sich gegen einen klaren Favoriten, die Nummer 42 Michael Holt, durch. Cahill hatte im Lauf der Saison dank der Q-School-Wertung des Vorjahrs bereits als Nachrücker an mehreren Profiturnieren erfolgreich teilgenommen und unter anderem das Achtelfinale der Indian Open erreicht. Mit diesem Sieg bei der WM rückte er unter die besten 8 in der Einjahreswertung der Preisgeldrangliste ohne die Top-64-Profis vor und sicherte sich so die Main-Tour-Rückkehr für die nächste Saison.
Lu Ning warf mit Mark King einen weiteren Top-32-Spieler aus dem Turnier und Eden Sharav wahrte mit einem knappen 10:9 gegen die Nummer 30 Ricky Walden seine Chance auf einen Verbleib unter den Top 64. Der Israeli stand bereits kurz vor einer Niederlage, als Walden das 9:6 erzielt hatte, er behielt aber die Nerven und holte sich danach vier Frames in Folge. Ein weiterer Coup gelang Joe O’Connor. Nach seinem klaren Erstrundenerfolg besiegte er mit Jimmy Robertson einen topgesetzten Spieler in einem umkämpften Match im Decider. Robertson hatte sein Auftaktmatch gegen Chen Feilong mit 10:0 gewonnen.
Keine Überraschung war dagegen das Zweitrundenaus des ältesten WM-Teilnehmers Jimmy White. Gegen Topspieler Ali Carter, der in den vorangegangenen 17 Jahren immer die Endrunde erreicht hatte, verlor er mit 4:10. Der 56-Jährige bestritt sein 103. WM-Match und wurde damit in diesem Jahr alleiniger Rekordhalter vor Steve Davis mit 101 WM-Partien.
| Spiel | Spieler 1             | Ergebnis | Spieler 2           |
| ----- | --------------------- | -------- | ------------------- |
| 65    | (17) Ryan Day         | 103:103  | Tian Pengfei (80)   |
| 66    | (48) Matthew Stevens  | 710:710  | Chris Wakelin (49)  |
| 67    | (32) Gary Wilson      | 310:310  | Dominic Dale (65)   |
| 68    | (33) Liang Wenbo      | 710:710  | David Grace (WC)    |
| 69    | (57) Robbie Williams  | 108:108  | Luo Honghao (91)    |
| 70    | (72) Sam Craigie      | 108:108  | Tom Ford (25)       |
| 71    | (56) Sunny Akani      | 105:105  | Robert Milkins (41) |
| 72    | (73) Duane Jones      | 105:105  | Anthony McGill (24) |
| 73    | (21) Graeme Dott      | 410:410  | Xu Si (76)          |
| 74    | (WC) Pang Junxu       | 107:107  | Kurt Maflin (53)    |
| 75    | (28) Li Hang          | 810:810  | Ian Burns (69)      |
| 76    | (37) Ben Woollaston   | 410:410  | Nigel Bond (82)     |
| 77    | (61) Daniel Wells     | 610:610  | Hossein Vafaei (36) |
| 78    | (68) Gerard Greene    | 106:106  | Martin Gould (29)   |
| 79    | (52) Michael Georgiou | 810:810  | Peter Ebdon (45)    |
| 80    | (77) Mei Xiwen        | 108:108  | Yan Bingtao (20)    |

| Spiel | Spieler 1             | Ergebnis | Spieler 2           |
| ----- | --------------------- | -------- | ------------------- |
| 65    | (17) Ryan Day         | 103:103  | Tian Pengfei (80)   |
| 66    | (48) Matthew Stevens  | 710:710  | Chris Wakelin (49)  |
| 67    | (32) Gary Wilson      | 310:310  | Dominic Dale (65)   |
| 68    | (33) Liang Wenbo      | 710:710  | David Grace (WC)    |
| 69    | (57) Robbie Williams  | 108:108  | Luo Honghao (91)    |
| 70    | (72) Sam Craigie      | 108:108  | Tom Ford (25)       |
| 71    | (56) Sunny Akani      | 105:105  | Robert Milkins (41) |
| 72    | (73) Duane Jones      | 105:105  | Anthony McGill (24) |
| 73    | (21) Graeme Dott      | 410:410  | Xu Si (76)          |
| 74    | (WC) Pang Junxu       | 107:107  | Kurt Maflin (53)    |
| 75    | (28) Li Hang          | 810:810  | Ian Burns (69)      |
| 76    | (37) Ben Woollaston   | 410:410  | Nigel Bond (82)     |
| 77    | (61) Daniel Wells     | 610:610  | Hossein Vafaei (36) |
| 78    | (68) Gerard Greene    | 106:106  | Martin Gould (29)   |
| 79    | (52) Michael Georgiou | 810:810  | Peter Ebdon (45)    |
| 80    | (77) Mei Xiwen        | 108:108  | Yan Bingtao (20)    |

| Spiel | Spieler 1             | Ergebnis | Spieler 2               |
| ----- | --------------------- | -------- | ----------------------- |
| 81    | (19) Ali Carter       | 410:410  | Jimmy White (78)        |
| 82    | (46) Michael White    | 106:106  | John Astley (100)       |
| 83    | (30) Ricky Walden     | 109:109  | Eden Sharav (67)        |
| 84    | (35) Zhou Yuelong     | 510:510  | Liam Highfield (62)     |
| 85    | (59) Fergal O’Brien   | 104:104  | Mark Davis (38)         |
| 86    | (111) Jordan Brown    | 100:100  | Lü Haotian (27)         |
| 87    | (54) Mark Joyce       | 105:105  | Thepchaiya Un-Nooh (43) |
| 88    | (75) Joe O’Connor     | 910:910  | Jimmy Robertson (22)    |
| 89    | (23) Xiao Guodong     | 109:109  | Michael Judge (A)       |
| 90    | (42) Michael Holt     | 107:107  | James Cahill (A)        |
| 91    | (26) Mark King        | 105:105  | Lu Ning (71)            |
| 92    | (39) Scott Donaldson  | 410:410  | Ken Doherty (58)        |
| 93    | (63) Anthony Hamilton | 107:107  | Matthew Selt (34)       |
| 94    | (66) Zhao Xintong     | 510:510  | Noppon Saengkham (31)   |
| 95    | (50) Alan McManus     | 108:108  | Martin O’Donnell (47)   |
| 96    | (79) Zhang Yong       | 101:101  | Joe Perry (18)          |

| Spiel | Spieler 1             | Ergebnis | Spieler 2               |
| ----- | --------------------- | -------- | ----------------------- |
| 81    | (19) Ali Carter       | 410:410  | Jimmy White (78)        |
| 82    | (46) Michael White    | 106:106  | John Astley (100)       |
| 83    | (30) Ricky Walden     | 109:109  | Eden Sharav (67)        |
| 84    | (35) Zhou Yuelong     | 510:510  | Liam Highfield (62)     |
| 85    | (59) Fergal O’Brien   | 104:104  | Mark Davis (38)         |
| 86    | (111) Jordan Brown    | 100:100  | Lü Haotian (27)         |
| 87    | (54) Mark Joyce       | 105:105  | Thepchaiya Un-Nooh (43) |
| 88    | (75) Joe O’Connor     | 910:910  | Jimmy Robertson (22)    |
| 89    | (23) Xiao Guodong     | 109:109  | Michael Judge (A)       |
| 90    | (42) Michael Holt     | 107:107  | James Cahill (A)        |
| 91    | (26) Mark King        | 105:105  | Lu Ning (71)            |
| 92    | (39) Scott Donaldson  | 410:410  | Ken Doherty (58)        |
| 93    | (63) Anthony Hamilton | 107:107  | Matthew Selt (34)       |
| 94    | (66) Zhao Xintong     | 510:510  | Noppon Saengkham (31)   |
| 95    | (50) Alan McManus     | 108:108  | Martin O’Donnell (47)   |
| 96    | (79) Zhang Yong       | 101:101  | Joe Perry (18)          |

### Runde 3
Die erste Sensation stand schon vor Beginn von Runde 3 fest: Da die beiden verbliebenen Amateure gegeneinander antraten, würde sich erstmals überhaupt ein Amateur für die Endrunde im Crucible Theatre qualifizieren. Es war der junge Engländer James Cahill, der sich mit 10:6 gegen den 43-jährigen Michael Judge durchsetzte. Anders als in Runde 1 verteidigte er eine schnelle 4:0-Führung bis zum Schluss.
Außer ihm schafften es nur drei Spieler ins Hauptturnier, die nicht den Top 64 angehörten, die drei Chinesen Luo Honghao, Zhao Xintong und Tian Pengfei. Tian war zuvor bei der WM-Qualifikation zehnmal erfolglos gewesen und drohte gegen Matthew Stevens eine 9:3-Führung zu verspielen, gewann aber doch noch mit 10:8. Insgesamt erreichten damit trotz des Ausscheidens einiger höher platzierter Chinesen erstmals sechs Spieler aus dem Reich der Mitte die Runde der letzten 32 bei der WM. Höchstplatzierter Qualifikant war der Weltranglisten-18. Joe Perry, der in den drei Runden zusammen nur 5 Frames abgegeben hatte, vor der Nummer 19 Ali Carter mit 9 verlorenen Frames. Die Nummer 21 Graeme Dott gab nur 8 Frames ab in den drei erfolgreichen Qualifikationsspielen. Kleckers-Bezwinger Yan Bingtao unterlag dagegen als Nummer 20 gegen Michael Georgiou mit 8:10. Der gebürtige Engländer war der erste für Zypern startende Spieler in einer WM-Endrunde und einer von sieben Spielern, die es zum ersten Mal in ihrer Karriere ins Crucible geschafft hatten. Besonders spannend machte es dabei Scott Donaldson, der eine 9:4-Führung gegen Lu Ning verspielte. Im Decider benötigte Lu dann bereits zwei Snooker und selbst das schien nicht genug Vorsprung, da der Schotte tatsächlich zwei Fouls beging. Letztlich konnte der Chinese aber doch nicht profitieren und Donaldson lochte die entscheidenden Bälle zum 10:9.
Robert Milkins reichte dagegen ein 7:2-Vorsprung gegen Anthony McGill nicht aus. Der Schotte gewann noch mit 10:8 und erreichte das fünfte Jahr in Folge die Crucible-Arena. Mark Davis schaffte es sogar insgesamt zum zehnten Mal, über das Qualifikationsturnier in die Endrunde zu kommen, und stellte damit eine neue Bestmarke auf. Der 46-Jährige war damit auch der älteste Spieler unter den 32 Endrundenteilnehmern in Sheffield.
| Spiel | Spieler 1             | Ergebnis | Spieler 2            |
| ----- | --------------------- | -------- | -------------------- |
| 97    | (80) Tian Pengfei     | 810:810  | Matthew Stevens (48) |
| 98    | (32) Gary Wilson      | 610:610  | Liang Wenbo (33)     |
| 99    | (91) Luo Honghao      | 810:810  | Tom Ford (25)        |
| 100   | (41) Robert Milkins   | 108:108  | Anthony McGill (24)  |
| 101   | (21) Graeme Dott      | 210:210  | Kurt Maflin (53)     |
| 102   | (28) Li Hang          | 810:810  | Ben Woollaston (37)  |
| 103   | (61) Daniel Wells     | 108:108  | Martin Gould (29)    |
| 104   | (52) Michael Georgiou | 810:810  | Yan Bingtao (20)     |

| Spiel | Spieler 1             | Ergebnis | Spieler 2            |
| ----- | --------------------- | -------- | -------------------- |
| 97    | (80) Tian Pengfei     | 810:810  | Matthew Stevens (48) |
| 98    | (32) Gary Wilson      | 610:610  | Liang Wenbo (33)     |
| 99    | (91) Luo Honghao      | 810:810  | Tom Ford (25)        |
| 100   | (41) Robert Milkins   | 108:108  | Anthony McGill (24)  |
| 101   | (21) Graeme Dott      | 210:210  | Kurt Maflin (53)     |
| 102   | (28) Li Hang          | 810:810  | Ben Woollaston (37)  |
| 103   | (61) Daniel Wells     | 108:108  | Martin Gould (29)    |
| 104   | (52) Michael Georgiou | 810:810  | Yan Bingtao (20)     |

| Spiel | Spieler 1               | Ergebnis | Spieler 2            |
| ----- | ----------------------- | -------- | -------------------- |
| 105   | (19) Ali Carter         | 410:410  | John Astley (100)    |
| 106   | (67) Eden Sharav        | 106:106  | Zhou Yuelong (35)    |
| 107   | (38) Mark Davis         | 710:710  | Lü Haotian (27)      |
| 108   | (43) Thepchaiya Un-Nooh | 610:610  | Joe O’Connor (75)    |
| 109   | (A) Michael Judge       | 106:106  | James Cahill (A)     |
| 110   | (71) Lu Ning            | 109:109  | Scott Donaldson (39) |
| 111   | (34) Matthew Selt       | 104:104  | Zhao Xintong (66)    |
| 112   | (47) Martin O’Donnell   | 103:103  | Joe Perry (18)       |

| Spiel | Spieler 1               | Ergebnis | Spieler 2            |
| ----- | ----------------------- | -------- | -------------------- |
| 105   | (19) Ali Carter         | 410:410  | John Astley (100)    |
| 106   | (67) Eden Sharav        | 106:106  | Zhou Yuelong (35)    |
| 107   | (38) Mark Davis         | 710:710  | Lü Haotian (27)      |
| 108   | (43) Thepchaiya Un-Nooh | 610:610  | Joe O’Connor (75)    |
| 109   | (A) Michael Judge       | 106:106  | James Cahill (A)     |
| 110   | (71) Lu Ning            | 109:109  | Scott Donaldson (39) |
| 111   | (34) Matthew Selt       | 104:104  | Zhao Xintong (66)    |
| 112   | (47) Martin O’Donnell   | 103:103  | Joe Perry (18)       |

## Century-Breaks

### Hauptturnier
23 Spieler erzielten insgesamt 100 Century-Breaks, wodurch der alte Rekord von 86 Centurys deutlich überboten wurde.
| John Higgins    | 143, 139 (2×), 135, 132 (2×), 130, 125, 113, 101 (2×), 100           |
| Judd Trump      | 141, 135, 131, 126, 123, 114 (2×), 106, 105, 104, 103 (2×), 101 (2×) |
| Gary Wilson     | 140, 134 (2×), 117, 115, 109, 106, 100                               |
| David Gilbert   | 139, 125, 113, 109, 105, 102, 100                                    |
| Shaun Murphy    | 138, 123, 112, 109, 102, 101                                         |
| Kyren Wilson    | 138, 132, 131, 125, 111, 104, 100                                    |
| Barry Hawkins   | 137, 136, 130, 105                                                   |
| Joe Perry       | 136                                                                  |
| Ali Carter      | 135, 128, 102                                                        |
| Ding Junhui     | 134, 129, 106                                                        |
| Mark Selby      | 131 (2×), 120, 102                                                   |
| Stephen Maguire | 131, 125, 122, 121, 110, 105, 103                                    |

| Mark Allen        | 131                          |
| Luca Brecel       | 131                          |
| Mark Williams     | 129, 105, 101                |
| Neil Robertson    | 127, 120 (2×), 114, 106, 100 |
| Jack Lisowski     | 124, 104                     |
| Graeme Dott       | 114                          |
| Stuart Bingham    | 112, 107, 106                |
| Zhou Yuelong      | 106, 105, 101                |
| Tian Pengfei      | 104, 100                     |
| Ronnie O’Sullivan | 104                          |
| James Cahill      | 101                          |

### Qualifikation
In der Qualifikation spielten 57 Spieler insgesamt 122 Century-Breaks.
| Noppon Saengkham   | 146, 121, 118, 113           |
| Matthew Stevens    | 143 (2×), 116, 114, 111      |
| Liang Wenbo        | 141, 133, 122, 119, 114      |
| Graeme Dott        | 140, 135, 103                |
| Chris Wakelin      | 139, 109, 107                |
| Marco Fu           | 138, 128                     |
| Joe O’Connor       | 138, 124, 122, 102, 100      |
| Thepchaiya Un-Nooh | 138, 107                     |
| Zhou Yuelong       | 136 (2×), 115, 106           |
| Daniel Wells       | 136, 113, 107, 100 (2×)      |
| Michael Holt       | 136, 106                     |
| Elliot Slessor     | 136                          |
| Lu Ning            | 135, 113                     |
| Lü Haotian         | 135, 100                     |
| Gary Wilson        | 134, 112, 100                |
| Tian Pengfei       | 133, 125                     |
| Xiao Guodong       | 133, 119, 105                |
| Martin Gould       | 132, 102, 100                |
| Eden Sharav        | 132                          |
| James Cahill       | 131, 119, 118, 113, 103, 100 |
| Anthony McGill     | 131, 118, 116                |
| Scott Donaldson    | 130, 102                     |
| Andy Hicks         | 130                          |
| Alan McManus       | 130                          |
| Yan Bingtao        | 128, 103                     |
| Hossein Vafaei     | 128                          |
| Ali Carter         | 127, 120, 102, 101           |
| Joe Perry          | 127, 110, 102, 100           |
| Sam Craigie        | 127, 106                     |

| Zhao Xintong          | 124, 103      |
| Mark Davis            | 122, 109, 102 |
| Michael Georgiou      | 121, 117, 101 |
| Kurt Maflin           | 121           |
| Alexander Ursenbacher | 121           |
| Jonathan Bagley       | 120           |
| Stuart Carrington     | 119, 100      |
| Gerard Greene         | 118           |
| Ashley Carty          | 117           |
| Brandon Sargeant      | 116           |
| Soheil Vahedi         | 116           |
| Xu Si                 | 116           |
| Ben Woollaston        | 114, 100      |
| Robbie Williams       | 114           |
| Zhang Anda            | 112           |
| John Astley           | 111, 108      |
| Li Hang               | 111           |
| Niu Zhuang            | 109           |
| Ian Burns             | 108, 102      |
| Tom Ford              | 106, 101      |
| Sam Baird             | 106           |
| Luo Honghao           | 106           |
| Mei Xiwen             | 105, 101      |
| Lukas Kleckers        | 103           |
| David Lilley          | 102           |
| Martin O’Donnell      | 101           |
| Sunny Akani           | 101           |
| Dominic Dale          | 100           |